# Мала хидроелектрана Јелашница
 Мала хидроелектрана „Јелашница” једна је од десет најстаријих хидроелектрана у Србији, која се налази, у близини истоименог села по коме је названа, у општини Сурдулица, на Јелашничкој реци, чији изворишни краци скупљају воде са северозападних падина Бесне Кобиле, у сливу који износи 67,2 km². Хидроелектрана никада није престајала са радом током свог постојања које траје дуже од девет деценија и у нормалним хидролошким условима годишње произведе око 2.600.000 киловат сати електричне енергије.

## Положај
Налази се на катастарским парцелама бр. 2153 и 2154 КО Стајковце, удаљена око 2 km од села Јелашница, односно око 5 km од ушћа Јелешничке реке у Јужну Мораву у општини Владичин Хан, у источној Србији, 300 km југоисточно од Београда.
Услед велике поплаве, прилазни пут до МХЕ је потпуно уништен и никада није обновљен. Данас је приступ електрани могућ до места првобитне хидроелектране из 1914. године, а одатле, преко остатака старог доводног канала, води уски пролаз за пешаке. Када је потребно донети материјал за електрану, за то се и данас користе магарци – као једино могуће транспортно средство. 
Географски положај
- Северна гографска ширина: 43° 36′ 16"
- Источна географска дужина: 22° 05′ 10"
- Надморска висина: 452 m

## Историјат
Малу хидроелектрану на Јелашници изградило је „Акционарско електричнодруштво“ из Врања, 1928. године.
Пре градње ове МХЕ на реци Јелашници била је изграђена хидроелектрана 1914. године. Међутим радила је само 24 сата након пуштања у погон јер је сутрадан – уништена услед изненадних ратних дејстава у првој години Првог светског рата. Како ова хидроелектрана није никада обновљена на километар и по узводно од њене локације изграђена је 15 година касније МХЕ „Јелашница” од стране „Акционарског електричног друштва“ из Врања.
Први радови на изради ове електране почели су 1923. године. Електро опрема која је инсталирана унутар машинске зграде била је део производног програма фирме АЕГ, са годином производње 1922. Та опрема је добијена као вид ратне одштете коју је Југославији додељена из Првог светског рата.
За годину пуштања електране у погон, забележена је 1928. година. Од те године највећи део електране и њене опреме је непромењен.
У почетку рада електране потрошача је било јако мало. Готово три петине произведене електричне енергије остајало је неискоришћено. Због тога су електричне инсталације у кућама сиромашнијих грађана постављане бесплатно.

## Грађевинско-техничке карактеристика
Зграда машинског постројења МХЕ „Јелашница“ изграђена је на месту где је била највећа стенска маса која је за потребе зграде уклоњена.
| Локаација                 | Врање, Бесна Кобила                                                                     |
| Пуштена у рад             | 1928.                                                                                   |
| Тип бране                 | Бетонска                                                                                |
| Грађевинска висина        | -                                                                                       |
| Водоток                   | Јелашнице                                                                               |
| Слив                      | Јужна Морава                                                                            |
| Инсталисани проток        | 0,42 m³/s                                                                               |
| Инсталисана снага         | 0,40 MW                                                                                 |
| Турбине                   | Две Pelton турбине, произвођача „Ј. M. Voith Heidenheim“ (1928)                         |
| Генератори                | Два генератора трофазне наизменичне струје, произвођача „AEG“ (1928) - снаге по 200 kVA |
| Могућа годишња производња | 2 GWh                                                                                   |

МХЕ „Јелашница“ ради као проточна ХЕ, са деривационим каналом. Електрана је прикључена на 10 kV ваздушни вод власништва ЕД Врање (ЕДВ) и пројектована је како за рад на мрежи, тако и за самосталан рад.
Радни притисак у доводном цевоводу од објекта водостана до турбина је око 12,5 bar-a, што одговара геодетском паду од око 125 m, те се ова електрана може сврстати у електране са високим падом. Што се тиче типа турбине, уграђена је Пелтонова турбина са једним обртним колом и са две млазнице.
Генератор је трофазни, синхрони са сопственом будилицом изведеном као генератор једносмерне струје, а трансформација излазног напонског нивоа генератора 0,4 kV, на средњи 10 kV напон врши се помоћу уљних енергетских трансформатора 10/0,4 kV